# Jan Hálek
Jan Hálek (* 24. dubna 1943, Olomouc) je český politik, bývalý senátor za obvod č. 61 – Olomouc a člen ODS.

## Vzdělání a profese
Vyučil se frekvenčním mechanikem, poté odmaturoval na SPŠ elektrotechnické v Olomouci. Po absolvování základní vojenské služby nastoupil v roce 1966 na VUT v Brně, kde studoval sdělovací techniku a lékařskou kybernetiku.
Po studiu nastoupil na Katedry farmakologie Lékařské fakulty Univerzity Palackého v Olomouci, kde zůstal do roku 1990 jako vědecký pracovník. V roce 1990 byl rehabilitován a bylo vysloveno politování, že byl po roce 1969 z důvodů politických a náboženských utlumen v odborném a vědeckém růstu. V letech 1990 a 1991 byl odborným asistentem Ústavu lékařské biofyziky Univerzity Palackého. V roce 1991 zde získal titul docenta a stal se přednostou Ústavu lékařské biofyziky, biometrie a informatiky. V letech 1993 až 1995 byl předsedou Akademického senátu Lékařské fakulty Univerzity Palackého. V roce 1995 získal titul kandidát věd a stal se předsedou Akademického senátu Univerzity Palackého.
V letech 1997 – 1998 byl náměstkem ministra školství. Od roku 1998 působí jako člen Ústavu lékařské biofyziky, biometrie a informatiky LF UP Olomouc. V letech 1999 – 2004 byl proděkanem této fakulty. Roku 2003 obdržel titul profesora. V letech 2008 – 2009 byl prozatímním děkanem nově vzniklé Fakulty zdravotnických věd UP v Olomouci.

## Politická kariéra
V roce 1968 spoluzakládal Klub angažovaných nestraníků v Olomouci. Podílel se na vzniku Občanského fora na Univerzitě Palackého a na obnově činnosti KAN. V roce 1994 vstoupil do ODS.
V roce 1996 kandidoval do nově vzniklého Senátu za obvod č. 61 – Olomouc, ale ve druhém kole byl poražen Josefem Jařabem a to přesto, že v první kolo vyhrál v poměru 36,02 % ku 25,21 % hlasů. V roce 1998 v senátních volbách opět neuspěl tentokrát proti Františku Mezihorákovi, když v prvním kole prohrál o pouhých 5 hlasů a ve druhém kole se rozdíl mezi nimi zvětšil na 51,73 % ku 48,27 % hlasů.
V senátních volbách 2004 se na třetí pokus stal členem horní komory českého parlamentu, když v prvním kole obdržel 29,87 %, a porazil tak tehdejšího primátora Olomouce Martina Tesaříka, který získal 21,82 % hlasů. Ve druhém kole poměr sil zůstal podobný, když Jan Hálek zvítězil se ziskem 55,74 % všech platných hlasů.
Jan Hálek se během mandátu senátora zabýval především vědou, vysokým školstvím a nápravou křivd minulosti. Byl předkladatelem následujících zákonů:
- Novela zákona o vysokých školách – senátní návrh (2009)
- Zákon o odškodnění obětí okupace – senátní návrh zákona (2008)
- Zákon o účastnících protikomunistického odboje (2008)
- Zákon o Ústavu pro studium totalitních režimů (2007)
- Novela ústavy imunita – senátní návrh (2006)
- Zákon o podpoře výzkumu a vývoje (2009)
- Zákon č. 111/1998 „létající profesoři“ (2010)

V Senátu byl Jan Hálek 1. místopředsedou Výboru pro vzdělávání, vědu, kulturu, lidská práva a petice a člen Stálé komise pro krajany žijící v zahraničí.
Ve volbách do Senátu 2010 se Jan Hálek ucházel o znovuzvolení senátorem v senátním obvodu č. 61. Jako kandidáta na senátora jej do voleb nominovala Občanská demokratická strana. V obou kolech voleb jej porazil sociálnědemokratický hejtman Olomouckého kraje Martin Tesařík. K říjnu 2012 je uváděn jako poradce premiéra Petra Nečase pro vysoké školství.